# 1852 a vasúti közlekedésben
Ez a szócikk a 1852-ben történt vasúti eseményeket mutatja be.

## Események Magyarországon
- Február 8. - A vasutak elleni rongálásokat „Nyilvános erőszakossági bűntettnek” nyilvánítják. A büntetés 1–5 év, emberhalál esetén halál.[1]
- Augusztus 1. - Gyorsvonat indult Bécs és Pest között. A menetidő 8 óra 47 perc.[1]